# Normatieve economie
Normatieve economie is een tak van de economie die waardeoordelen (normatieve oordelen) wil geven over onder meer economische ongelijkheid, de inhoud van de economie en de doelen van de economische politiek. Normatieve economie staat in tegenstelling tot positieve economie.

## Voetnoten
1. ↑  Paul Samuelson en William D. Nordhaus (2004). Economics, 18th ed., blz. 5-6 & [end] Glossary of Terms, "Normative vs. positive economics."